# Deny Moor
Pour les articles homonymes, voir Moor.
Deny Moor est une actrice tchèque née le 28 juin 1980 qui apparait parfois aussi sous le nom de Zuzana Presová.

Elle joue principalement dans des films d'horreur et dans des films érotiques et pornographiques lesbiens.

## Biographie
En février 2009, Zuzana Presová a été Playmate dans l'édition tchèque de Playboy.

## Filmographie
- 2001 : Dakota Bound
- 2006 : Twisted Love
- 2006 : Privat Black Label
- 2006 : Lip Lickers
- 2006 : Jambes sensuelles
- 2007 : Zombie Nation
- 2007 : Pornochic : Mélissa Lauren
- 2007 : The Slave Huntress
- 2007 : Mistress of Souls
- 2007 : Sirens
- 2007 : Hot Slots 2
- 2007 : On Consignment
- 2008 : Blood Countess
- 2009 : The Slave Huntress 2
- 2009 : Superglam 2
- 2010 : Lesbian Fuck Fest 5
- 2010 : Can't Get Enough Vol. 3
- 2010 : Depraved
- 2012 : Girls, Girls, and... More Girls 2
- 2012 : Bikes and Babes 4
- 2012 : Bikes and Babes 2
- 2013 : Sexual Healing
- 2013 : Senses
- 2013 : Curious
- 2013 : Kiss Me
- 2014 : Hotel Eden
- 2015 : Lipstick Romance 4